# Lophospingus griseocristatus
Tentilhão-soldadinho-cinzento ou cardeal-cinzento (Lophospingus griseocristatus) é uma espécie de ave da família Thraupidae.
Pode ser encontrada nos seguintes países: Argentina e Bolívia.
Os seus habitats naturais são: matagal tropical ou subtropical de alta altitude e florestas secundárias altamente degradadas.